# Bittacus boranicus
Bittacus boranicus är en näbbsländeart som beskrevs av Capra 1939. Bittacus boranicus ingår i släktet Bittacus och familjen styltsländor. Inga underarter finns listade i Catalogue of Life.